# روز کوهستان
روز کوهستان (انگلیسی: Mountain Day) به سه رویداد بدون ارتباط با یکدیگر اشاره دارد:
(۱) روز کوهستان، یک جشن دانشجویی در برخی دانشکده های ایالات متحده است که کلاس ها بدون اطلاع قبلی لغو می‌شوند و دانشجویان به کوه یا پارک می‌روند.(۲) روز بین المللی کوهستان، هر ساله در ۱۱ دسامبر برگزار می‌شود در سال ۲۰۰۳ توسط مجمع عمومی سازمان ملل متحد برای تشویق توسعه پایدار در کوه‌ها تأسیس شد. (۳) روز کوهستان، یکی از تعطیلات ملی در ژاپن از سال ۲۰۱۶ است.

## روز کوهنوردی در ژاپن
در ماه مه ۲۰۱۴ اعلام شد که روز کوهستان هر سال در ۱۱ اوت، از سال ۲۰۱۶، به عنوان یک تعطیل عمومی در نظر گرفته خواهد شد.